# 松江河林业局
松江河林业局是一个位于中华人民共和国吉林省白山市抚松县的类似乡级单位，亦是中国吉林森林工业集团所属的一个林业局。
松江河林业局（松江河林业（集团）有限公司）地处长白山西麓腹地，始建于1957年，总经营面积15.9万公顷，有林地面积148,365公顷，森林覆被率为93.6%。

## 行政区划
松江河林业局下辖以下单位：
开峰林场、松山林场、前川林场、老岭林场、板石河林场、曙光林场、漫江林场、马鞍山林场、槽子河林场、黑河林场、抚南林场、白西林场、吉林头道松花江上游自然保护区。